# Comuna Adamclisi, Constanța
Adamclisi este o comună în județul Constanța, Dobrogea, România, formată din satele Abrud, Adamclisi (reședința), Hațeg, Urluia și Zorile.

## Etimologie
Numele Adamclisi (în grafii mai vechi Adamklissi sau Adam Klisi) este forma românizată a denumirii turcești Adam Kilisse/Adam Kilisesi (Casa lui Adam, interpretată ca fiind Biserica Omului). Turcii au considerat impunătorul monument roman Tropaeum Traiani drept biserică. Cu un diametru de 30 m și o înălțime de 20 m, monumentul are de jur-împrejur 54 de basoreliefuri reprezentând scene de luptă. Lângă monument se află un muzeu de antichități dacice, grecești și romane.

## Așezare
Comuna se află în sudul județului și este traversată de șoseaua națională DN3, care leagă Constanța de Călărași.

## Demografie
Componența etnică a comunei Adamclisi
     Români (89,97%)
     Turci (3,52%)
     Alte etnii (0,29%)
     Necunoscută (6,21%)
Componența confesională a comunei Adamclisi
     Ortodocși (89,33%)
     Musulmani (3,82%)
     Alte religii (0,54%)
     Necunoscută (6,31%)
Conform recensământului efectuat în 2021, populația comunei Adamclisi se ridică la 2.044 de locuitori, în scădere față de recensământul anterior din 2011, când fuseseră înregistrați 2.250 de locuitori. Majoritatea locuitorilor sunt români (89,97%), cu o minoritate de turci (3,52%), iar pentru 6,21% nu se cunoaște apartenența etnică. Din punct de vedere confesional, majoritatea locuitorilor sunt ortodocși (89,33%), cu o minoritate de musulmani (3,82%), iar pentru 6,31% nu se cunoaște apartenența confesională.

## Politică și administrație
Comuna Adamclisi este administrată de un primar și un consiliu local compus din 11 consilieri. Primarul, Dorina-Cicilia Șerbănescu[*], de la Partidul Național Liberal, este în funcție din 2016. Începând cu alegerile locale din 2024, consiliul local are următoarea componență pe partide politice:
|  | Partid                          | Consilieri | Componența Consiliului | Componența Consiliului | Componența Consiliului | Componența Consiliului |
|  | ------------------------------- | ---------- | ---------------------- | ---------------------- | ---------------------- | ---------------------- |
|  | Partidul Social Democrat        | 4          |                        |                        |                        |                        |
|  | Partidul Național Liberal       | 3          |                        |                        |                        |                        |
|  | Uniunea Salvați România         | 1          |                        |                        |                        |                        |
|  | Alianța pentru Unirea Românilor | 1          |                        |                        |                        |                        |
|  | Partidul Mișcarea Populară      | 1          |                        |                        |                        |                        |
|  | Forța Dreptei                   | 1          |                        |                        |                        |                        |

## Istorie
În iarna anului 101-102 d.C. aici a avut loc o mare confruntare între armatele regelui dac Decebal și legiunile romane conduse de Traian. 
La sfârșitul secolului al XIX-lea, comuna nu exista, satele ei făcând parte din comunele Enigea din plasa Medgidia și Hazarlâc din plasa Silistra Nouă ale județului Constanța. Comuna Adamclisi este consemnată însă în 1925 de anuarul Socec, având în compunere satele Adam-Klisi, Cherim-Kunis și Urluia, în plasa Traian a aceluiași județ, având 1795 de locuitori. Până în 1931, fuseseră înființate și satele de coloniști Abrud și Hațeg, care au format o comună separată cu numele de Abrud; tot în acel an, satul Cherim-Kunis este menționat cu numele de Zorile.
În 1950, comunele au fost transferate la raionul Băneasa din regiunea Constanța și apoi (după 1960) la raionul Adamclisi din regiunea Dobrogea. În 1968, ele au revenit la județul Constanța, reînființat, iar comuna Abrud a fost desființată și inclusă în comuna Adamclisi, iar satul Cucuruz, care în trecut purta numele de Iusuf Punar a fost comasat cu satul Urluia.

## Monumente istorice

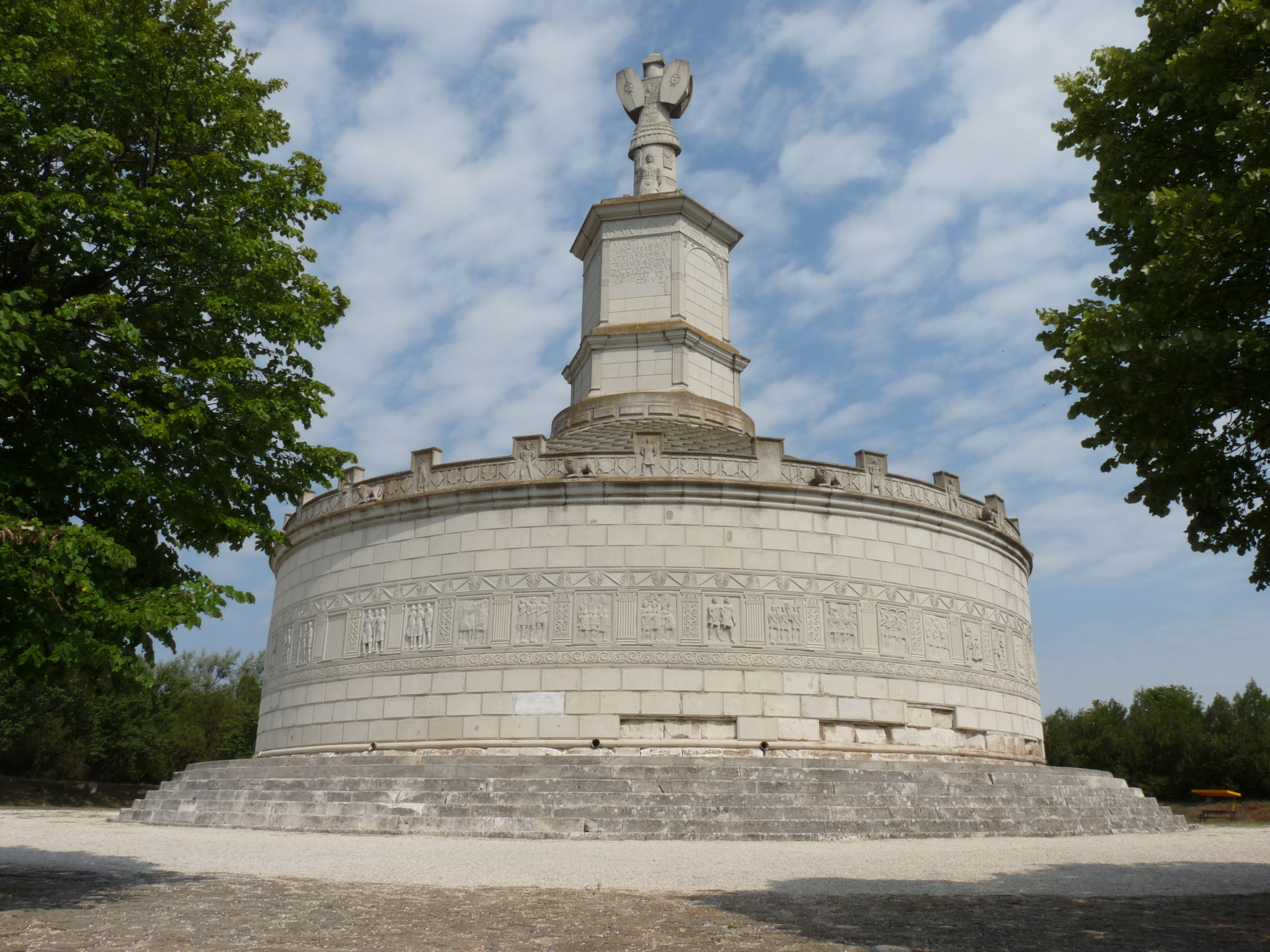
Tropaeum Traiani, monument istoric de interes național din comuna Adamclisi

În comuna Adamclisi se găsește situl arheologic de interes național, ce cuprinde cetatea Tropaeum Traiani datând din secolul al II-lea e.n., precum și urmele unei basilici și ale unei necropole romano-bizantine, un ansamblu de apeducte romane, un altar roman, un turn roman, termele cetății și locuințele extramurane.
În rest, în comună mai sunt alte șapte obiective incluse în lista monumentelor istorice din județul Constanța ca monumente de interes local, toate ca situri arheologice. Situl de la Hațeg cuprinde așezări din perioada Latène (cultura geto-dacă, secolele al IV-lea–al II-lea î.e.n.), epoca romană (secolele I–al VI-lea e.n.) și Epoca Medievală timpurie; la „Groapa cu albeală” aflată la 2 km sud de satul Zorile se află o altă așezare din perioada Latène; la Adamclisi, la intersecția DN3 cu drumul local ce duce la Tropaeum Traiani s-au găsit urmele unei necropole dacice din perioada Latène; în marginea de vest a satului Adamclisi se află o așezare medievală timpurie (secolele al VIII-lea–al X-lea); altă cetate similară se află și la est de cetate; un alt apeduct roman (denumit „Apeductul de la Șipote”) se află la sud și sud-vest de Adamclisi; și în tot perimetrul comunei se găsește un ansamblu de tumuli din secolele al IV-lea î.e.n.–al III-lea e.n.

## Vezi și
- Balta Vederoasa (arie de protecție specială avifaunistică inclusă în rețeaua europeană Natura 2000 în România).
- Peștera - Deleni (sit de importanță comunitară)
- Dumbrăveni - Valea Urluia - Lacul Vederoasa (sit de importanță comunitară)